# Цеслін (Лодзинське воєводство)
Цеслін (пол. Cieślin) — село в Польщі, у гміні Розпша Пйотрковського повіту Лодзинського воєводства.
У 1975-1998 роках село належало до Пйотрковського воєводства.